# 선단초등학교
선단초등학교는 대한민국 경기도 포천시에 있는 공립 초등학교이다.

## 학교 연혁
- 1946년 9월 1일: 포천국민학교 선단분교장
- 1950년 2월 1일: 선단국민학교 승격 개교

## 참고 자료
- 선단초등학교 - 한국교육학술정보원 학교알리미